# 18. херцеговачка лака пјешадијска бригада
18. херцеговачка лака пјешадијска бригада - Гатачка бригада  је била јуришна јединица у саставу Херцеговачког корпуса Војске Републике Српске.За датум настанка је симболично изабран 7. август 1992. када је ова јединица кренула на извршење првог борбеног задатка. Кроз бригаду је прошло више од 1.500 војника, рањено је било 266 бораца а 51 припадник je погинуo. На ратном путу дугом преко 2.500 километара није забиљежено да је бригада изгубила нити један положај, док је у свим офанзивним акцијама пробијала непријатељску линију фронта. За своје ратне заслуге одликована је Медаљом Петра Мркоњића и медаљом мајора Милана Тепића.
Гатачка бригада је одиграла кључну улогу у Операцији Лукавац 93 заједно са 11. Херцеговачком пјешадијском бригадом,.1. гардијскoм моторизованом бригадом  ГШ ВРС и 65. заштитним пуком ГШ ВРС Јединице са подручја Гацка су дале пресудан допринос у одбрани Требиња током офанзиве 1992. године.
,,Према ономе што сам лично видио и резултатима бригаде и осталих јединица, које су формиране на простору Гацка током овога рата, Гачани спадају у ред елитних јединица Војске Републике Српске''- Koмандант Главног штаба, генерал Ратко Младић.
,,Ово је прилика да се подсјетимо на прослављену бригаду која је стизала на готово сва ратишта и учествовала у свим значајнијим операцијама ВРС. Најзначајнија операција у којој су гачани одиграли врло значајну, ако не и кључну улогу је операција “Лукавац 93”, када је коначно Херцеговина спојена са централним дијелом Источне Републике Српске. Свакако да је ово прилика да се сјетимо, не само ратног пута бригаде, него и погинулих сабораца, да видимо у каквој су позицији њихове породице и да ли још имамо обавезе према њима, поготово њиховој д‌јеци”-Генерал-мајор Миломир Савчић на прослави дана бригаде.

## Организација
Претходницу бригаде су чиниле јединице попуњене Србима из општине Гацко, јуришни одред Љубомира Јоргића, затим 529. самостални моторизовани батаљон, а потом два пјешадијска батаљона. Зона одговорности бригаде није додиривала територију под контролом Армије Босне и Херцеговине, што је омогућило стално дејство бригаде ван своје општине. Гатачка бригада је током 1993. имала батаљонску формацију, али је током априла 1994. прешла на четну формацију будући да се током рата командовање и руковођење одвијало углавном на четном нивоу.

## Ратни пут

### 1992.
У првој години рата, пре званичног настанка бригаде, борци из општине Гацко ратовали су прво у оквиру Јуришног одреда Љубомира Јоргића и 529. самосталног батаљона, а потом у саставу два пешадијска батаљона. Након напада на патролу 16. јуна код села Кључ, борци из Гацка заузимају Фазлагића Кулу а 2. јула село Борач, места претежно насељена бошњачким (муслиманским) становништвом. Током напада су погинула 2 борца, док је 10 теже и лакше рањено. У нападу такође гине Љубомир Јоргић.
529. самостални моторизовани батаљон основан је 12. јула. Батаљон је заузео положаје на Поповим Пољицама у зони одговорности Требињске бригаде. Батаљон је месец дана водио жестоке борбе са Хрватском војском, током којих гину два борца, а више од 20 је рањено.
Разбуктавањем борби на Фочанском тлу, формиран је 2. пешадијски батаљон и размештен у шири простор Тјентишта. 529. батаљон је преименован у 1. пешадијски батаљон. Борбена група 2. батаљона добија задатак 11. октобра да овлада правцем Миљевина - Гребак. У борбама гину два борца. 1. батаљон је 24. октобра распоређен у близини Џиваревих пољица где остаје до 29. новембра, када је формиран 5. батаљон Требињске бригаде.

### 1993.
Почетком године 1. гатачки батаљон упућен је на шири простор Доброг Поља и Калиновика где остаје дуже време. Почетком фебруара група бораца послата је у помоћ Крајишким Србима током напада Хрватске војске у операцији Масленица. У борбама гину 2 борца бригаде.
Најтежи губитак Гатачка бригада је доживела 9. јуна на простору Доброг Поља када гине 7 бораца бригаде у нападу диверзантске групе АРБиХ.
Гатачка бригада се посебно истакла у операцији Лукавац када у јуришу заузима Рогој и заједно са другим јединицама Херцеговачког корпуса заузима Бандјерку и Челину, а потом, према планини Бјелашници, објекте Јабуку и Љуту. Током битке је погинуло 5 бораца, а 31 је рањен.
У операцији Дрина и покушају заузимања Олова, Гатачка борбена група је 21. децембра нападала на правцу Градина - Велика Буква - Коњско али напад није давао резултате, 2 борца су погинула, а група је враћена на одмор. Са освеженим снагама и након предаха, Гатачка борбена група се поново прикључује нападу 5. јануара и убрзо заузима село Крушево у садејству са другим јединицама Херцеговачког корпуса.

### 1994.
Већа борбена група бригаде нападала је Горажде у операцији Звезда Војске Републике Српске. НАТО бомбардовање шаље у смрт 3 борца, док су још 2 погинула у нападу а преко 9 је рањено.
Након преласка на четни састав, бригада је задејствована у борбама на Нишићкој висоравни у августу месецу када заузима важан објекат АРБиХ Врхови. У бици су погинула 4 припадника бригаде, а 16 је рањено. Већ следећег месеца, бригада је послата у зону одговорности 2. херцеговачке бригаде када заузима планину Прењ без губитака. Одмах након повратка из Борака, бригада је послата на заустављање офанзиве АРБиХ на правцу Трново - Бјелимићи. У жестоким борбама на брду Комић 27. новембра гину начелник штаба бригаде мајор Бранко Копривица и три борца бригаде, док је више од 18 рањено.
Крајем године бригада је опет послана у рејон Борака како би ојачала одбрану 2. херцеговачке бригаде.

### 1995.
Током последње године рата, Гатачка бригада води најжешће борбе на планини Трескавици. Борбена група бригаде 25. априла заузима стратешки важну коту Ђокин торањ без губитака. Од 12. јуна до 12 јула, 300 бораца бригаде води крвави бој за Љељен када у директном сукобу са АРБиХ заробљава 14 непријатељских војника. У склопу јединице Херцеговачког корпуса води борбе за коту Чардак од 23. до 30. јула када је кота заузета. У борбама гине један припадник Гатачке бригаде, а 4 су рањена.